# Lian Chu
Lian Chu is een personage uit de serie Drakenjagers. 
De enorme en reuzesterke Lian Chu is een wijze drakenjager. Hij beheerst de Oosterse gevechtskunsten erg goed en houdt in moeilijke situaties zijn hoofd altijd koel. Lian Chu verloor lang geleden zijn familie toen zijn dorp aangevallen werd door een draak. Na de aanval werd Lian Chu opgevoed op de boerderij voor wezen, waar hij zijn beste vriend, Gwizdo, leerde kennen. Samen maken ze jacht op de draken.
Terwijl Gwizdo meestal het denkwerk uitvoert en contracten afsluit met de klanten, is Lian Chu met zijn brute kracht de echte held van het genootschap.